# Die Finals – Rhein-Ruhr 2020
Unter der Bezeichnung Die Finals – Rhein-Ruhr 2020 sollten am 6. und 7. Juni 2020 sechzehn Deutsche Meisterschaften in der Metropolregion Rhein-Ruhr in den Städten Düsseldorf, Duisburg, Neuss, Oberhausen und zudem Aachen ausgetragen werden.
Auf Grund der COVID-19-Pandemie verständigten sich Ende März 2020 die beteiligten Sportfachverbände, die Staatskanzlei des Landes Nordrhein-Westfalen sowie die übertragenden Fernsehsender ARD und ZDF einvernehmlich auf eine Verschiebung aller Veranstaltungen, unter Berücksichtigung des nationalen und internationalen Sportkalenders. Es lag jedoch im Ermessen jedes einzelnen Sportfachverbandes später im Jahr 2020 die jeweilige Deutsche Meisterschaften durchzuführen.
Mehr als 3.700 Sportlerinnen und Sportler, unterstützt von 1.400 Trainern, Betreuern und Offiziellen, sollten in 19 Sportarten bei 16 Meisterschaften an zwei Tagen im Juni um insgesamt fast 140 Titel konkurrieren.
Durch die zeitliche sowie örtliche Zusammenlegung der Deutschen Meisterschaften im Bogensport, Para-Bogensport, Breaking, Kanusport, Klettern, Modernem Fünfkampf, Stand Up Paddling, Parkourlauf, Rhythmischer Sportgymnastik, Taekwondo, Tischtennis, Para-Tischtennis, Trial, Triathlon und Turnen wurde sich erneut eine größere mediale Aufmerksamkeit erhofft, besonders für weniger zuschauerträchtige Sportarten. Außerdem sollten sich 3×3-Basketball, Kanupolo und Reiten im Rahmen der Finals präsentieren können.
Die Deutschen Meisterschaften der Leichtathletik sollten ebenfalls Teil der Finals sein und waren zeitgleich in Braunschweig geplant.

## Wettkampfstätten
Die Austragung der Meisterschaften war an den folgenden Orten und Wettkampfstätten vorgesehen:
Aachen
- Hauptstadion Aachen im Sportpark Soers für Reiten und teilweise Moderner Fünfkampf: Querfeldeinlauf und Pistolenschießen

Düsseldorf
- Medienhafen für Triathlon, Kanusport, Stand Up Paddling und Kanupolo
- Castello für Tischtennis, Para-Tischtennis und Taekwondo
- Burgplatz für Breaking und 3×3-Basketball

Duisburg
- Landschaftspark für Bogensport, Para-Bogensport, Klettern, Parkourlauf und Trial

Neuss
- teilweise Moderner Fünfkampf: Degenfechten in der Stadionhalle an der Jahnstraße, Schwimmen im Stadtbad und Springreiten im Gestüt Gut Neuhaus in Grevenbroich-Neukirchen

Oberhausen
- Arena Oberhausen für Rhythmische Sportgymnastik und Turnen